# Mi Soundtrack Vol. 3
Mi Soundtrack Vol. 3 es el decimosexto álbum de estudio de la cantante mexicana Gloria Trevi. Se lanzó el 30 de enero de 2024 a través de Great Talent Records. Es el sucesor de Mi Soundtrack Vol. 2, lanzado cuatro meses antes y también forman parte de la banda sonora de la bioserie Gloria Trevi: ellas soy yo, estrenada en el 2023. El álbum cuenta con la producción de Eduardo Bladinieres, Gilberto Elguezábal y Gloria Trevi.

## Composición
Mi Soundtrack Vol. 3 contiene 11 temas que son nuevas versiones de varios temas escritos por Trevi pertenecientes a sus álbumes de estudio  Tu ángel de la guarda (1991), Me siento tan sola (1992), Más turbada que nunca (1994), Si me llevas contigo (1995) y La trayectoria (2006).

## Lanzamiento y Promoción
El 28 de enero de 2024 se anunció el lanzamiento de su decimosexto álbum, Mi Soundtrack Vol. 3, como continuación a los dos previos, a través de las redes sociales de Gloria Trevi la portada y nombre del disco.

## Listado de canciones
| Mi Soundtrack Vol. 3 |                                            |                |          |  |
| N.º                  | Título                                     | Escritor(es)   | Duración |  |
| 1.                   | «Virgen De Las Vírgenes (Versión 2024)»    | Gloria Treviño | 3:25     |  |
| 2.                   | «Estrella De La Mañana (Versión 2024)»     | Gloria Treviño | 3:37     |  |
| 3.                   | «Sufran Con Lo Que Yo Gozo (Versión 2024)» | Gloria Treviño | 3:01     |  |
| 4.                   | «El Fin Del Mundo (Versión 2024)»          | Gloria Treviño | 3:05     |  |
| 5.                   | «Los Borregos (Versión 2024)»              | Gloria Treviño | 3:38     |  |
| 6.                   | «Ella Que Nunca Fue Ella (Versión 2024)»   | Gloria Treviño | 3:51     |  |
| 7.                   | «¡Ya No! (Versión 2024)»                   | Gloria Treviño | 3:14     |  |
| 8.                   | «Hoy Me Iré de Casa (Versión 2024)»        | Gloria Treviño | 3:50     |  |
| 9.                   | «Sí Me Llevas Contigo (Versión 2024)»      | Gloria Treviño | 3:32     |  |
| 10.                  | «Lloran Mis Muñecas (Versión 2024)»        | Gloria Treviño | 3:39     |  |
| 11.                  | «Siempre A Mí (Versión 2024)»              | Gloria Treviño | 3:05     |  |
| 37:57                |                                            |                |          |  |